# 卡佩尔尼亚尼卡
卡佩尔尼亚尼卡（義大利語：Capergnanica），是意大利克雷莫纳省的一个市镇。总面积6平方公里，人口2057人，人口密度342.8人/平方公里（2009年）。国家统计（ISTAT）代码为019012。